# Премия Муз-ТВ 2012
10-я юбилейная ежегодная национальная премия в области популярной музыки Муз-ТВ 2012 состоялась 1 июня 2012 года в спортивном комплексе «Олимпийский».
Ведущими церемонии были Максим Галкин, Лера Кудрявцева и Вячеслав Манучаров. Зарубежных звёзд на эту премию было решено не приглашать.

## Голосование
Процесс голосования проходил в два этапа. Сначала эксперты отбирали пять претендентов в каждой категории, а после оглашения списка номинантов стартовало зрительское голосование, которое закончилось в день церемонии. Победители были объявлены 1 июня в прямой трансляции из спортивного комплекса «Олимпийский».

## Ведущие
Первоначально ведение церемонии планировалось поручить двум парам: Ксении Собчак и Максиму Галкину, Лере Кудрявцевой и Андрею Малахову. Собчак должна была вести шоу в пятый раз с 2007 года. Вместе с соведущими она появилась в анонсах и на афишах церемонии, однако за неделю до шоу организаторы отказались от услуг Ксении. Сама ведущая высказала мнение, что её отстранили от работы по политическим мотивам — за участие в оппозиционных акциях протеста, и это решение принято не на уровне руководства канала. На вопрос о причинах такого шага, по словам Собчак, ей ответили: «Ты сама все понимаешь. Мы не хотели, но был звонок».
После этого от участия отказался Малахов. Он назвал «бредом» превращение музыкальной церемонии в «сведение политических счетов», но при этом подчеркнул, что его решение не является политическим и он просто поддерживает Ксению Собчак как свою подругу. Ольга Шелест опровергла появившуюся информацию о том, что ей предложили выйти на сцену вместо Собчак и посоветовала организаторам придерживаться договорённостей с ранее выбранными ведущими. Заменой ушедшим ведущим стал актёр и шоумен Вячеслав Манучаров, который, как и Лера Кудрявцева, выразил сожаление в связи с тем, что на церемонии не будет Собчак и Малахова, но отметил, что это их личный выбор. Музыкальный критик Артемий Троицкий, который должен был вручать награду за «Прорыв года», намеревался зачитать собравшимся послание от Ксении Собчак и высказаться в поддержку арестованных участниц панк-группы «Pussy Riot», но его просто не пустили на сцену.

## Выступления
На премии Муз-ТВ 2012 был представлен мэш-ап из лучших (по мнению организаторов) песен десятилетия. Популярные исполнители в дуэтах исполнили кавер-версии хитов своих коллег.
Премия, как и в предыдущие годы транслировалась в прямом эфире телеканала прямо из стен спортивного комплекса.
Весь концерт играл Женский симфонический оркестр под управлением Ксении Жарко.
В скобках указаны первоначальные исполнители песни.
| Исполнитель                                                                                                 | Песня                                                          |
| --- | -------------------------------------------------------------- |
| Максим Галкин                                                                                               | «Хали-гали» («Леприконсы») (1999) (live)                       |
| Жанна Фриске, Полина Гагарина и Александр Ревва                                                             | «Бриллианты» («ВИА Гра») (2005) (live)                         |
| Макс Барских и Глюк’oZa                                                                                     | «Бьёт по глазам (Адреналин)» («Total») (2001) (live)           |
| Вера Брежнева и Тимур Родригез                                                                              | «Всё, что тебя касается» («Звери») (2004) (live)               |
| Quest Pistols и A'Studio                                                                                    | «Медведица» («Мумий Тролль») (2004) (live)                     |
| Uma2rmaH и Город 312                                                                                        | «Вахтёрам» («Бумбокс») (2006) (live)                           |
| Би-2 и Ёлка дирижёр Феликс Арановский                                                                       | «Коламбия Пикчерс не представляет» («Банд’Эрос») (2005) (live) |
| Анита Цой, Слава, Виктория Дайнеко, Анна Семенович и Сати Казанова                                          | «Невеста» (Глюк’oZa) (2003) (live)                             |
| Градусы и Ева Польна                                                                                        | «Я сошла с ума» («Тату») (1999) (live)                         |
| Звери и Каста                                                                                               | «Вокруг шум» («Каста») (2008) (live)                           |
| Юлия Савичева                                                                                               | «Даже если ты уйдёшь» (Сергей Лазарев) (2005) (live)           |
| МакSим, Анна Плетнёва и Оркестр Волынщиков Москвы                                                           | «Из окна» (Noize MC) (2008) (live)                             |
| Джиган и Николай Басков                                                                                     | «Паранойя» (Николай Носков) (1999) (live)                      |
| Филипп Киркоров                                                                                             | «WWW» («Ленинград») (2002) (live)                              |
| Сергей Лазарев и Ани Лорак                                                                                  | «Я не сдамся без бою» («Океан Ельзи») (2005) (live)            |
| ВИА Гра | «Белая стрекоза любви» (Николай Воронов) (2009) (live)         |
| Митя Фомин и Чи-Ли                                                                                          | «Чумачечая весна» (Потап и Настя Каменских) (2011) (live)      |
| Дискотека Авария и Нюша                                                                                     | «Moscow Never Sleeps» (DJ Smash) (2007) (live)                 |
| Банд’Эрос                                                                                                   | «Моё сердце» («Сплин») (2001) (live)                           |
| Дима Билан и Юлия Волкова                                                                                   | «Голая» («Градусы») (2011) (live)                              |
| Лолита | «Дископартизаны» (Филипп Киркоров) (2011) (live)               |
| Каста и Уля WOW Band                                                                                        | «Сочиняй мечты» (Влади) (2012) (live)                          |
| Сергей Лазарев, Дима Билан, Лолита, Филипп Киркоров, Тимур Родригез, Юлия Савичева, Ани Лорак, Кэти Топурия | «Аллилуйя» (Леонард Коэн) русский текст Александр Вулых (live) |

## Номинации
Победители отмечены галочкой.

### Лучший исполнитель
Григорий Лепс

Дан Балан

Дима Билан 

Сергей Лазарев

Филипп Киркоров

### Лучшая исполнительница
Ани Лорак

Вера Брежнева

Ёлка 

Земфира

Нюша

### Лучшая песня
«Реальная жизнь» — Вера Брежнева

«Голая» — Градусы

«Около тебя» — Ёлка

«Выше» — Нюша  

«Мама Люба» — Serebro

### Лучшее видео
«Чумачечая весна» — Потап и Настя Каменских

«Мама Люба» — Serebro

«Деревья» — Винтаж

«Снег» — Филипп Киркоров 

«Голая» — Градусы

### Лучший альбом
«Анечка» — Винтаж

«Точки расставлены» — Ёлка

«Голая» — Градусы 

«Мечтатель» — Дима Билан

«ДруGOY» — Филипп Киркоров

### Прорыв года
Даша Суворова

Иван Дорн

Макс Барских

Нервы

Обе две

### Лучшая поп-группа
Градусы

А’Студио

Quest Pistols

Потап и Настя Каменских

Винтаж 

### Лучший хип-хоп проект
Noize MC

Баста

Каста 

Guf

Банд'Эрос 

### Лучшая рок-группа
Мумий Тролль

Океан Эльзи

Звери 

Ленинград

Би-2

### Лучшее концертное шоу
Анита Цой — «Твоя А» (Государственный Кремлёвский дворец)

Сергей Лазарев — «Биение сердца» (Crocus City Hall)

Филипп Киркоров — «ДруGOY» (Государственный Кремлёвский дворец)  

Дима Билан — «30 лет. Начало» (Crocus City Hall)

Дмитрий Хворостовский и Игорь Крутой — «Дежавю» (Государственный Кремлёвский дворец)

### Лучший дуэт
Лолита и группа Quest Pistols — «Ты похудела»

Ёлка и Павел Воля — «Мальчик»

Джиган и Юлия Савичева — «Отпусти»

Леонид Агутин и Анжелика Варум — «Как не думать о тебе»

Группа Дискотека Авария и Кристина Орбакайте — «Прогноз погоды» 

## Специальные призы
- За вклад в развитие музыкальной индустрии: Игорь Крутой
- Лучшая концертная площадка: СК «Олимпийский»
- За вклад в жизнь: Михаил Горбачёв
- Лучшая исполнительница десятилетия: Земфира
- Лучший исполнитель десятилетия: Филипп Киркоров

## Казусы церемонии
- Прямо на ковровой дорожке, перед началом церемонии, когда участницы реалити-шоу «Топ-модель по-русски» демонстрировали перед фотографами и журналистами главные призы (серебряные тарелки) «Премии МУЗ-ТВ», неизвестный мужчина выбежал из толпы, отобрал у одной из моделей серебряную тарелку и попытался убежать.
- Во время объявления победителя в номинации «Лучшее концертное шоу» речь одного из вручателей (Андрея Бартеньева) ввела в заблуждение номинантку Аниту Цой, решившую, что она получит приз. Певица уже поднялась со своего места, намереваясь отправиться за наградой, и тогда вторая вручательница поспешно объявила настоящего победителя — Филиппа Киркорова.